# Sébastien Lecornu
Sébastien Lecornu (Eaubonne, 11 de junio de 1986) es un político francés que ejerce como ministro de las Fuerzas Armadas desde 2022. Miembro de La République En Marche! (LREM) desde que dejó Los Republicanos (LR) en 2017, fue presidente del Consejo departamental de Eure de 2015 a 2017, Secretario de Estado del ministro de Transición Ecológica y Solidaria de 2017 a 2018, ministro de entidades locales de 2018 hasta 2020 y ministro de ultramar de 2020 a 2022.

## Biografía
Originario de Eaubonne, Val-d'Oise, se unió a la Unión por un Movimiento Popular (UMP) en 2002 y estudió en la Universidad Panthéon-Assas.
En 2005, se convirtió en asistente parlamentario de Franck Gilard, miembro de la Asamblea Nacional por el quinto distrito electoral de Eure; Lecornu era, en ese momento, el asistente parlamentario más joven en la Asamblea Nacional. En 2008, se convirtió en asesor del Secretario de Estado para Asuntos Europeos, Bruno Le Maire; a los 22 años, Lecornu era el asesor más joven de un funcionario en el gobierno del primer ministro François Fillon.
Es miembro de la reserva operativa de Gendarmería Nacional con el grado de teniente. Fue nombrado coronel como especialista de reserva en el otoño de 2017. Como resultado, fue expulsado del Partido Republicano en octubre de 2017, junto con otros miembros del gobierno de su partido, incluido el primer ministro Édouard Philippe. Luego se unió al partido La République en Marche. El 16 de octubre de 2018, Lecornu fue nombrado ministro de Cohesión Territorial y Relaciones con las Autoridades Locales (Jacqueline Gourault) por el presidente francés Emmanuel Macron, a propuesta de Philippe.
El 20 de mayo de 2022, fue nombrado ministro de las Fuerzas Armadas en el gobierno de Élisabeth Borne.